# سوم خنثی
سوم خنثی (انگلیسی: Neutral third)، در تئوری موسیقی یک فاصله بزرگتر از سوم کوچک و کوچک‌تر از سوم بزرگ است. اصطلاح «سوم خنثی» نخستین بار توسط «ژان پیتر لند» در سال ۱۸۸۰ میلادی نام‌گذاری شده‌است. وی درابداع فاصلهٔ «سوم خنثی» به منصور زلزل (فرن هشتم میلادی) اشاره می‌کند که به ترتیب توسط فارابی (قرن دهم میلادی)، ۳۵۴٫۵ سنت و ابن سینا (قرن یازدهم میلادی)، ۳۴۲٫۵ سنت توصیف شده‌است. از این رو فاصلهٔ زلزل ممکن است یک فاصلهٔ سیار باشد. در کوک اعتدال مساوی، «سوم خنثی» برابر با ۳۵۰ سِنت است.

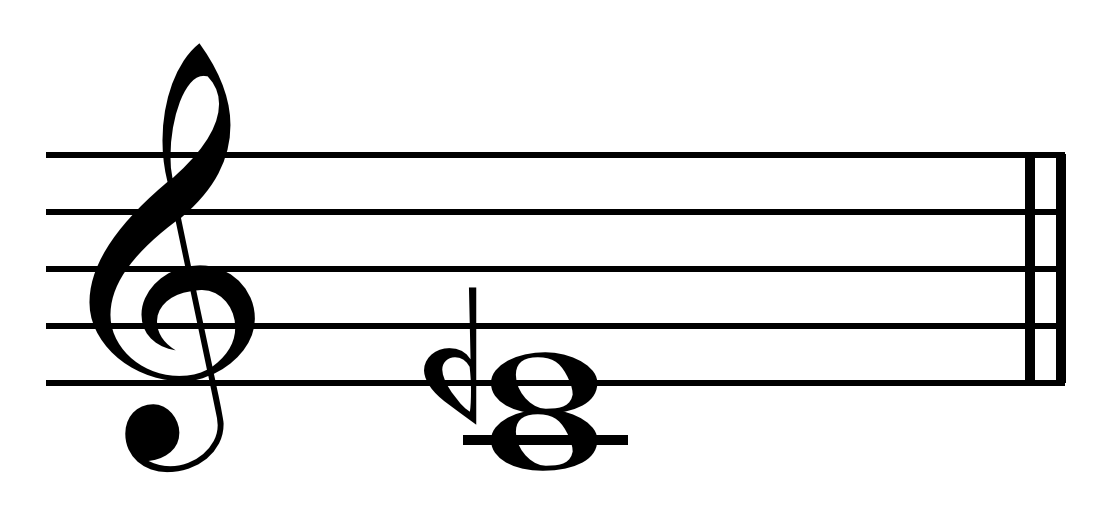
سوم خنثی روی دو,

## یادداشت
1. ↑  Jan Pieter Land